# Злобіна Олена Геннадіївна
Злобіна Олена Геннадіївна (нар. 17 червня 1951, м. Красний Луч , Луганська область) — радянська та українська вчена-соціолог, доктор соціологічних наук (2005) та професор..

## Біографія
У 1973 р. Злобіна Олена Геннадіївна закінчила Київський університет. Після закінчення вищого навчального закладу працювала в Києві в Інституті філософії АН УРСР. З 1990 р. працює в Інституті соціології НАН України; з 2005 р. – завідувачка відділу соціальної психології.

## Наукові дослідження
Основні наукові дослідження – проблеми соціології особистості, трансформації масової свідомості.

## Основні наукові праці
- Особистість сьогодні: адаптація до суспільної нестабільності. 1996 (співавт.);
- Суспільна криза і життєві стратегії особистості. 2001 (співавт.);
- Соціальний простір життя як суб’єктивна символічна реальність. 2004 (співавт.);
- Особенности нормативной регуляции украинского социума // Укр. общество в Европ. ракурсе. 2007 (усі – Київ).